# Afribactrus stylifrons
Afribactrus stylifrons Wunderlich, 1995 è un ragno appartenente alla famiglia Linyphiidae.
È l'unica specie nota del genere Afribactrus.

## Distribuzione
L'unica specie oggi nota di questo genere è stata reperita in Sudafrica.

## Tassonomia
Dal 1995 non sono stati reperiti altri esemplari, né sono state descritte sottospecie al 2014.